# Pié Ferré
Pié Ferré – szczyt w Préalpes du Dauphiné, części Alp Zachodnich. Leży w południowo-wschodniej Francji w regionie Owernia-Rodan-Alpy. Należy do masywu Vercors.